# Wuling Rongguang Mini Pickup
Wuling Rongguang Mini Pickup – samochód osobowo-dostawczy typu pickup klasy średniej produkowany pod chińską marką Wuling od 2018 roku.

## Historia i opis modelu
W lipcu 2018 roku Wuling rozbudował ofertę samochodów dostawczych o dużego pickupa o nazwie Rongguang Mini Pickup. Jego koncepcja połączyła metalowo wykończony przedział transportowy z dwubryłową kabiną pasażerską z wyraźnie zarysowaną linią maski, która dostępna jest w dwóch wariantach długości - 2 lub 4-miejscowym.
Gamę jednostek napędowych utworzyły dwa czterocylindrowe silniki benzynowe o pojemności 1,5-litra lub mocniejszego, 1,8-litrowego o mocy 127 KM i przy 170 Nm maksymalnego momentu obrotowego.

### Sprzedaż
Wuling Rongguang Mini Pickup został skonstruowany z myślą o dynamicznie rozwijającym się rynku samochodów dostawczych w odpowiedzi na duże zapotrzebowanie i tylko tutaj jest oferowany poczynając od 2018 roku. Cena najtańszego wariantu wynosi 52 800 juanów, a najdroższego - 59 800 juanów.

### Silnik
- R4 1.5l
- R4 1.8l